# Stokłosy (stanice metra ve Varšavě)
Stokłosy je stanice varšavského metra na lince M1. Kód stanice je A-4. Otevřena byla 7. května 1995. Ze stanice je možnost přestupu na autobus. Leží v městské části Ursynów. Stanice je uzpůsobena k funkci shromaždiště lidí v případě nouze, mimo jiné díky silným ocelovým dveřím u obou výstupů ze stanice, stanice je také chráněna proti zaplavení.